# Безконтактні вимикачі ємнісні
Безконта́ктні вимикачі́ є́мності (ВБЄ) мають чутливий елемент у вигляді винесених до активної поверхні пластин конденсатора.
Наближення об'єкта з будь-якого матеріалу до активної поверхні веде до зміни ємності конденсатора, параметрів генератора і зрештою до перемикання комутаційного елемента.
Як керуючий об'єкт для давача (рівнеміра) місткості можуть використовуватися будь-які матеріали: магнітні і немагнітні, провідники і діелектрики, тверді і рідкі.
Об'єкти з металу або з діелектрика з більшою діелектричною стала, наприклад вода, впливають на ВБЄ більшою мірою. Дрібні або тонкі об'єкти слабо впливають на ВБЄ.
Відстань дії безконтактних вимикачів ємності значною мірою визначається параметрами керуючого об'єкта. Чим менше діелектрична проникність матеріалу об'єкта і чим менший його розмір, тим менша повинна бути відстань між об'єктом і чутливою поверхнею давача для його спрацьовування.